# Marilyn Monroe (chanson de Pharrell Williams)
Pour les articles homonymes, voir Marilyn Monroe.
Singles de Pharrell Williams
Happy
(2013) Freedom
(2015)
Marilyn Monroe est une chanson de l'auteur-compositeur-interprète Pharrell Williams, extrait de son 2e album studio, Girl, sorti le 3 mars 2014. La chanson sort en tant que second single de l'album, le 10 mars 2014. Le titre contient une apparition vocale non créditée de Kelly Osbourne. Le nom de la chanson tire son nom de l'actrice Marilyn Monroe.

## Classement hebdomadaire
| Classement (2014)                             | Meilleure position |
| --------------------------------------------- | ------------------ |
| Belgique (Wallonie Ultratip 50)               | 22                 |
| France (SNEP)                                 | 27                 |
| Pays-Bas (Nederlandse Top 40)                 | 22                 |
| Pays-Bas (Single Top 100)                     | 18                 |
| Corée du Sud (Gaon International Chart)       | 6                  |
| Royaume-Uni (UK R&B Chart)                    | 36                 |
| Royaume-Uni (UK Singles Chart)                | 178                |
| États-Unis (Bubbling Under R&B/Hip-Hop Songs) | 7                  |